# Kusttram

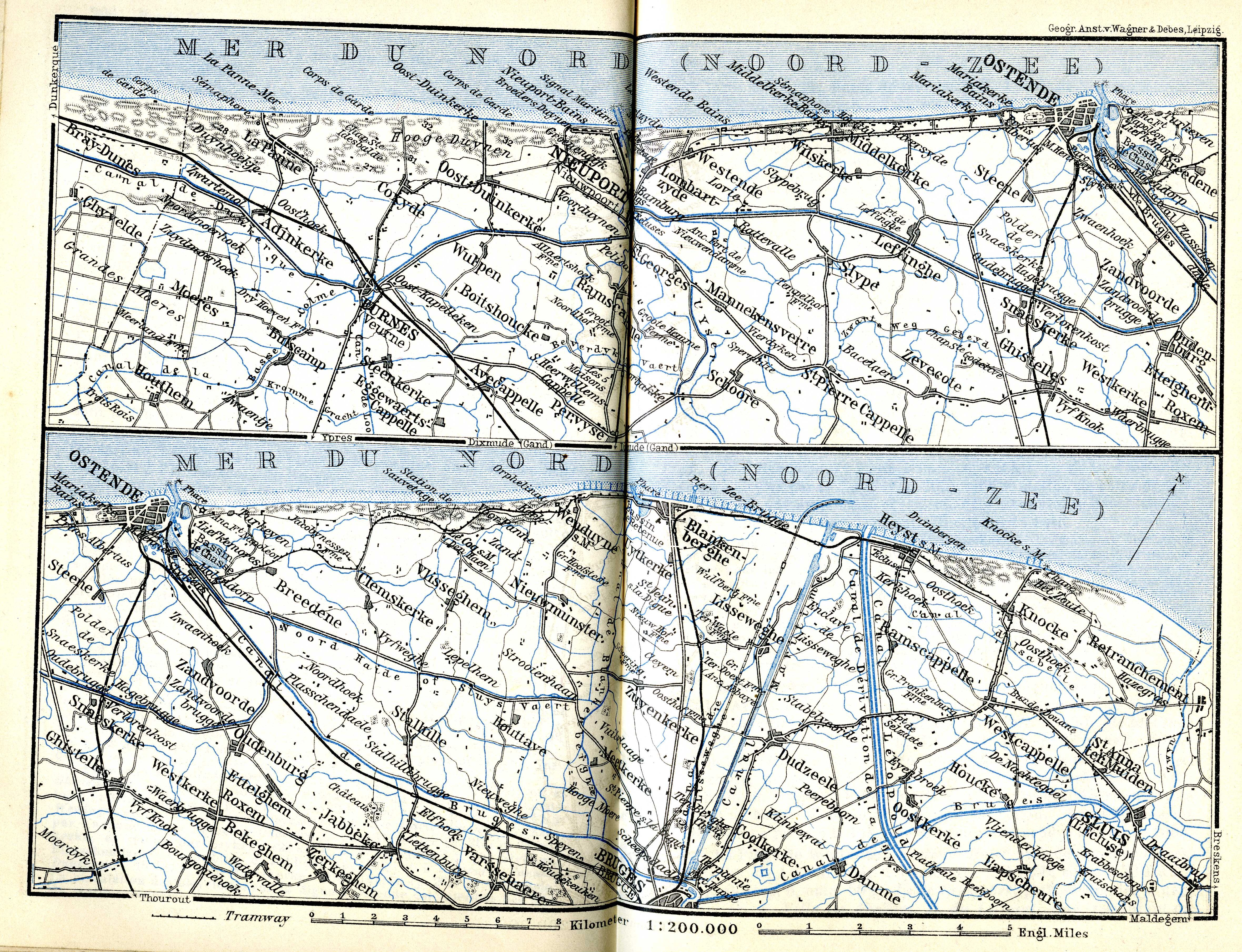
De kuststreek met tram- en spoorlijnen in 1905. Veel locaties langs de kust waren nog onbebouwd.

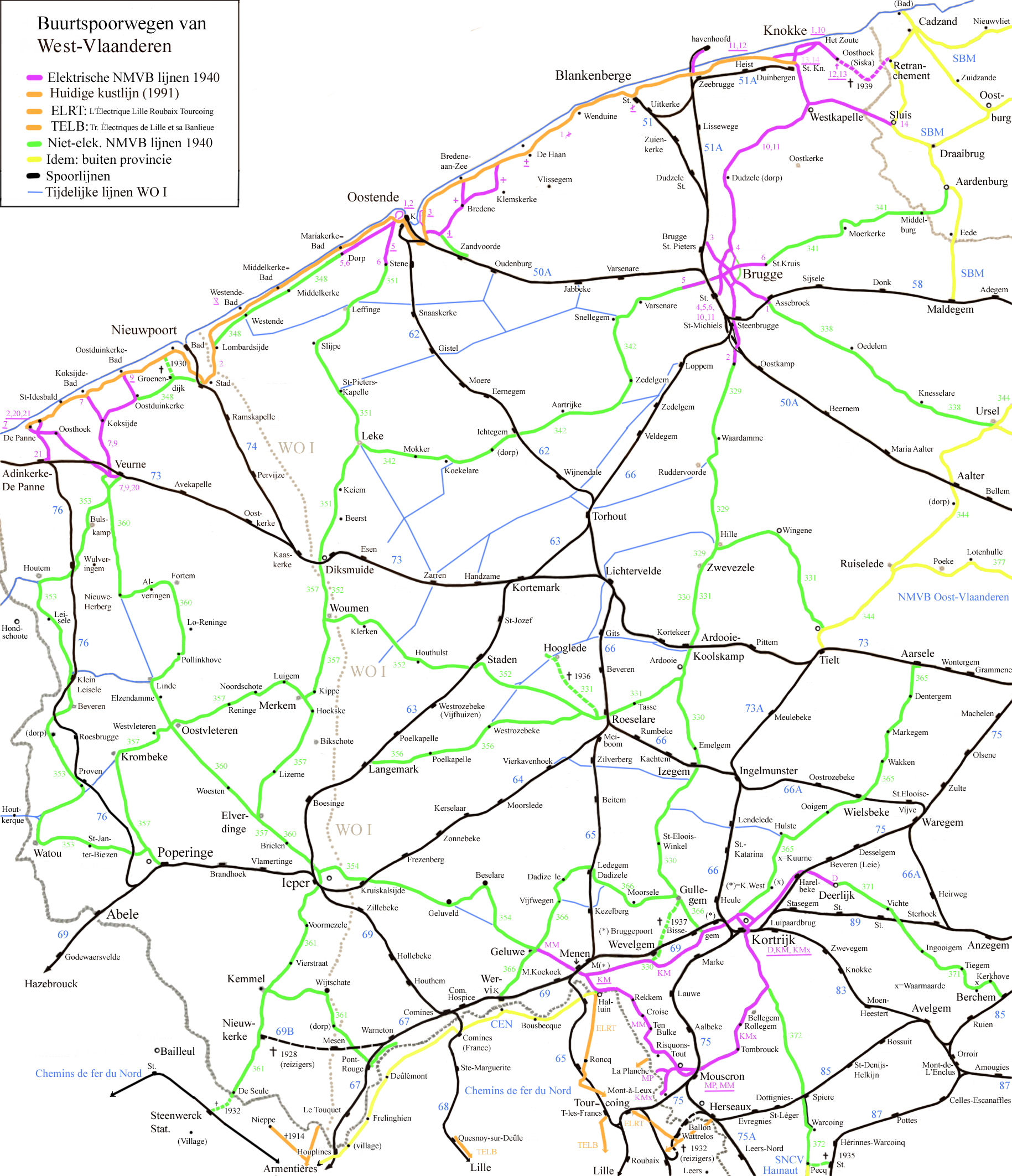
Kaart van het buurtspoorwegennet van West-Vlaanderen.

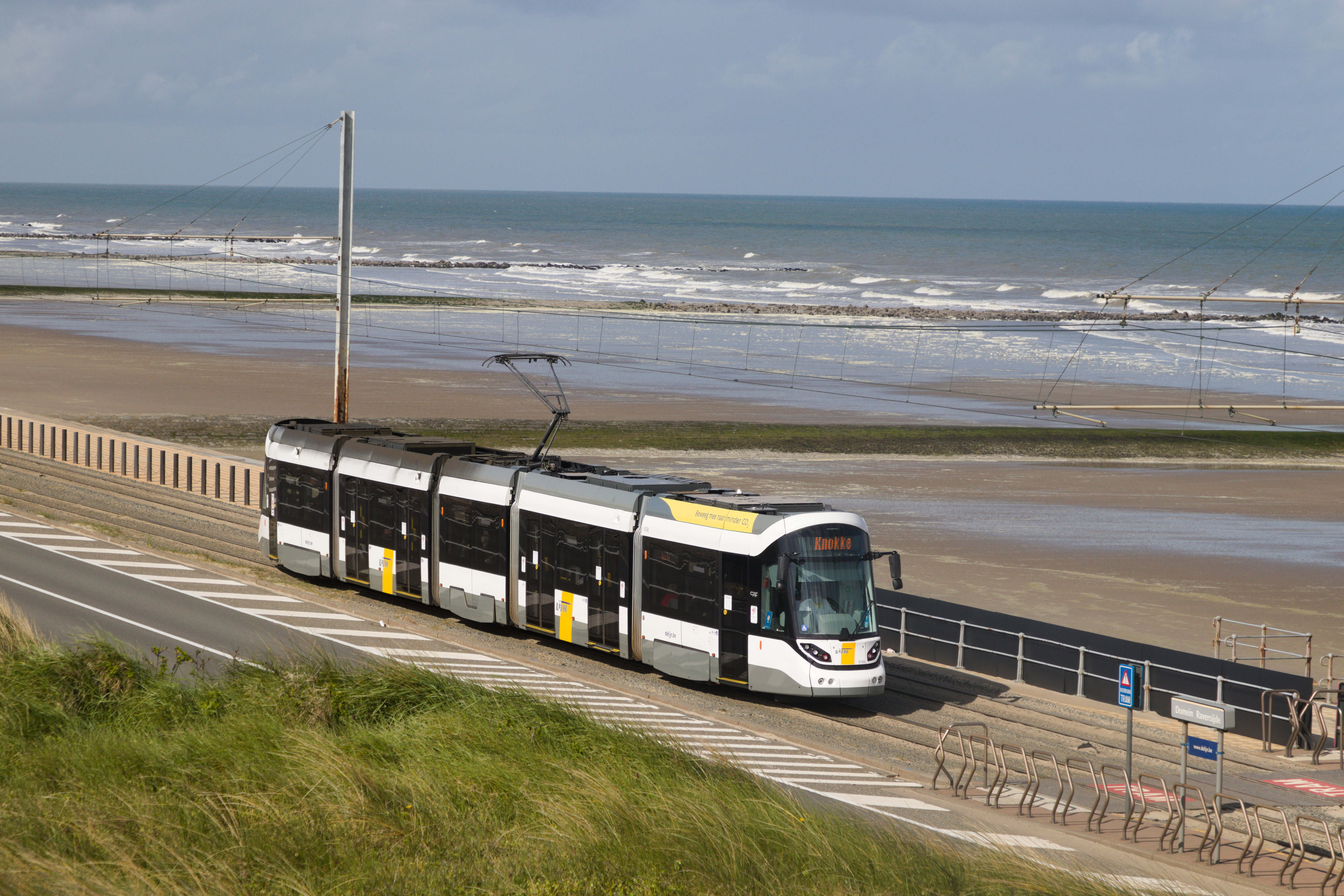
Zeeliner bij de halte van Domein Raversijde; april 2023.

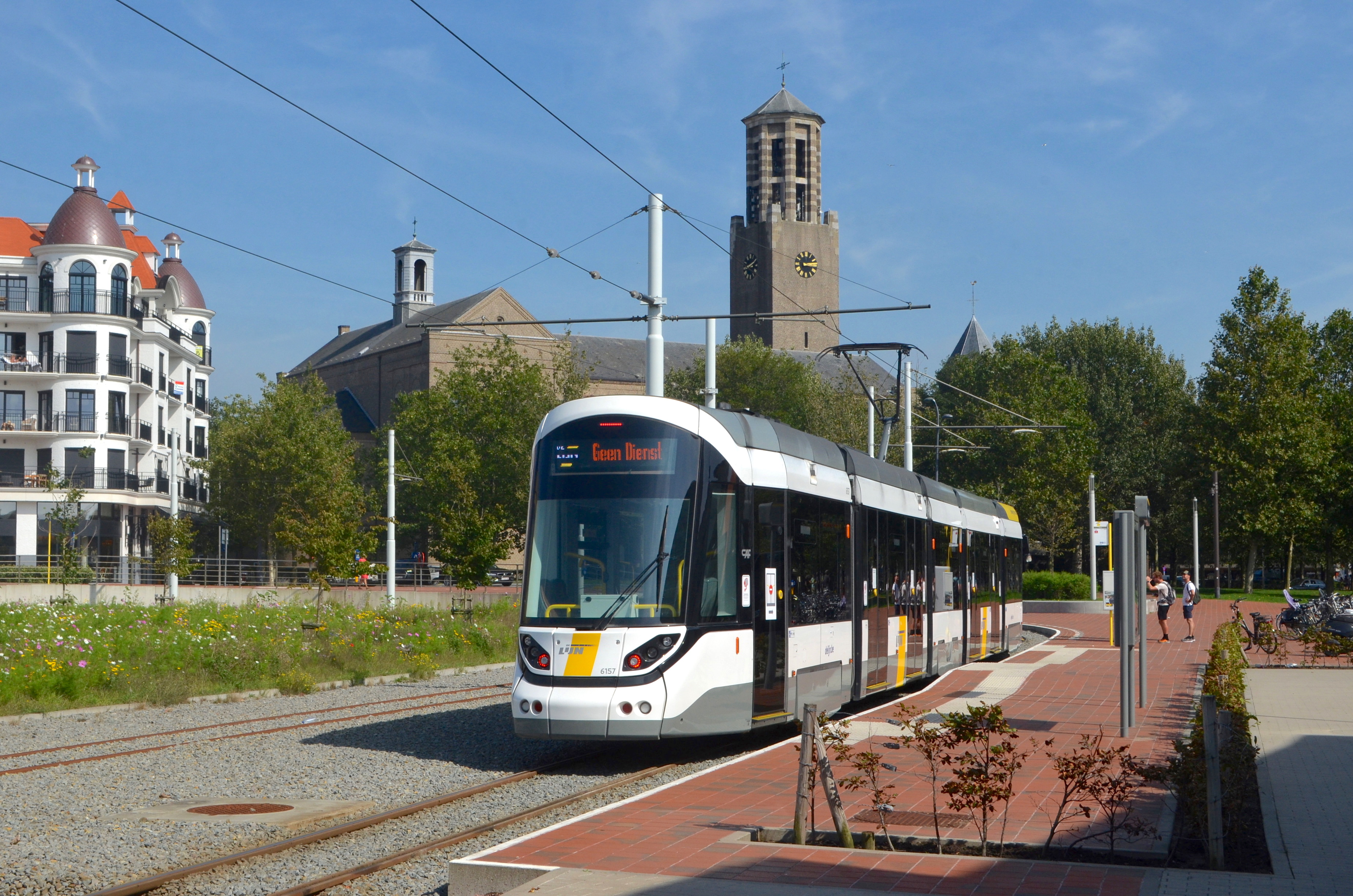
Zeeliner bij de halte Station Knokke; september 2023.

De Kusttram is een tramlijn langs de Belgische kust. De lijn begint in Knokke, nabij de grens met Nederland, en eindigt in Adinkerke, nabij de grens met Frankrijk. Met een lengte van 67 kilometer is het in 2012 de langste tramlijn ter wereld. De spoorwijdte is 1000 millimeter (meterspoor), de lijn is ingericht voor eenrichtingtrams. De tram wordt sinds 1991 geëxploiteerd door Vlaamse Vervoermaatschappij De Lijn.

## Geschiedenis
De kusttram is nu onderdeel van De Lijn, en is als enige net een overblijfsel van het streektramnet van de NMVB. De eerste streektramlijn aan de kust werd in 1885 aangelegd tussen Oostende en Nieuwpoort-Stad, langs de dorpen. Deze lijn werd op 18 juli 1886 verlengd tot Veurne langs Koksijde-dorp. De huidige route langs de badplaatsen werd pas later gebouwd, samen met de ontwikkeling van de badplaatsen. Het eerste deel was Oostende (Keizerskaai) - Middelkerke-Bad op 19 juli 1897. Deze tramlijn is aangelegd en geëlektrificeerd door de maatschappij TEOL (overgenomen door de NMVB in 1904). Geleidelijk aan werden meer delen van de kustlijn gebouwd en werd de hoofdroute verlegd naar de kust. Pas op 11 augustus 1926 werd de laatste schakel, Groenendijk-Bad - Koksijde-Bad, van de huidige lijn Oostende - De Panne in dienst genomen.
Op 8 augustus 1886 werd de lijn Oostende - Bredene-Dorp - De Haan - Blankenberge in dienst genomen. De huidige route via Bredene-aan-Zee werd op 8 juli 1905 in dienst genomen. De nog ontbrekende schakel Blankenberge - Heist, van de lijn Oostende - Knokke, kwam op 1 oktober 1908 in dienst. De lijn werd nog verlengd naar Het Zoute (1912), Oosthoek Siska (1928) en tot Retranchement in Nederland (1929), waar er aansluiting was op de SBM-lijnen. De exploitatie van de kustlijnen werd vanaf 22 april 1927 verpacht aan de "Société pour l'Exploitation des Lignes Vicinales d'Ostende et des Plages belges" (SELVOP), een maatschappij van de groep Electrorail van Baron Empain. De NMVB nam op 1 januari 1956 de exploitatie over in eigen beheer.
In 1909 werd begonnen met de elektrificatie met 600 volt gelijkspanning van Oostende naar Blankenberge (zowel de dorpen- als de zeeroute).
Tijdens de Eerste Wereldoorlog was de kustlijn onderbroken bij Nieuwpoort, waar de frontlinie begon. Tijdens de Tweede Wereldoorlog werd langs de kust de Atlantikwall gebouwd. Hierdoor was het hele kustgebied militair domein en waren er reisbeperkingen. De inwoners aan de kust moesten een speciale toestemming vragen om naar het binnenland te reizen.
Op 30 juni 1967 werd in Knokke de kustlijn ingekort tot het NMBS-Station. Dit was tevens de laatste opheffing van het buurtspoorwegnet in West-Vlaanderen. De stadsnetten van Oostende, Knokke, Brugge en in de Westhoek zijn al in de jaren vijftig opgeheven. In 1996, na de opsplitsing van de buurtspoorwegen, werd de huidige kustlijn verlengd van het oude eindpunt De Panne naar het NMBS-station De Panne te Adinkerke op ongeveer het oude tracé van de vroegere tramlijn 21 (zie Buurtspoorwegen van de provincie West-Vlaanderen).

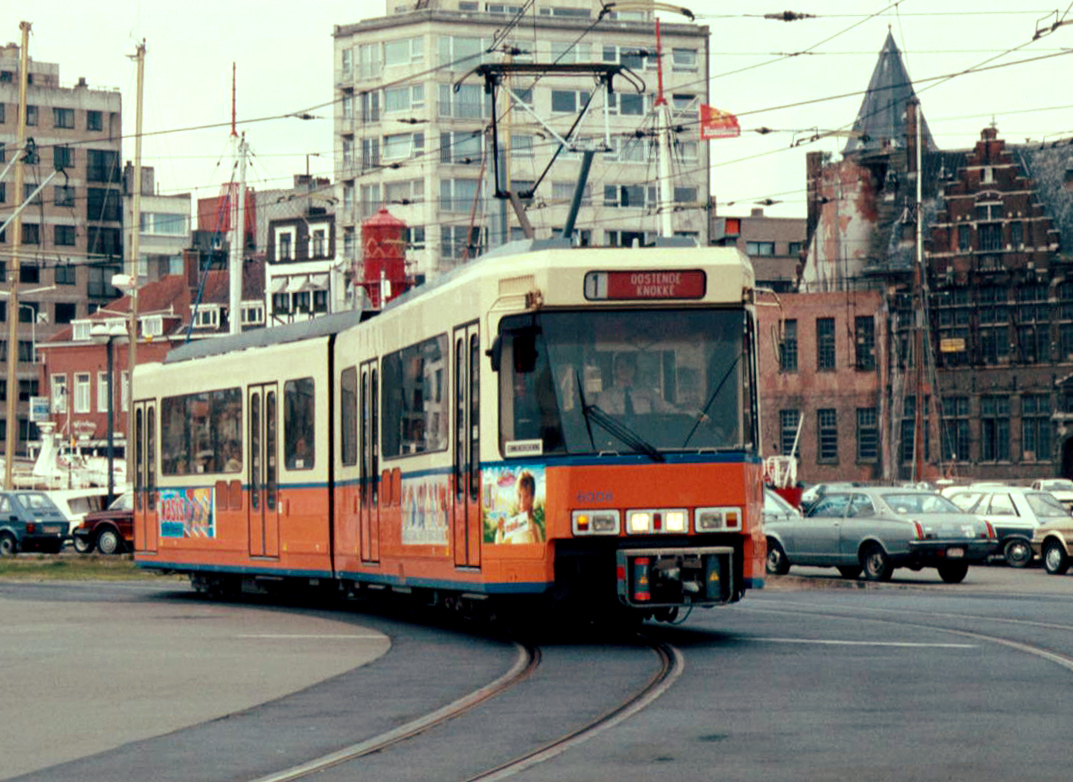
BN tram te Oostende

Tot in de jaren zeventig reed de tram maar één keer per uur. Wel kon de tram in de spits tot wel 3 aanhangwagens trekken. Eind jaren zeventig, begin jaren tachtig, kwam daar verandering in en werd de trambaan volledig vernieuwd en werd de dienst uitgebreid. In 1980 ontving de Kust ook 50 moderne enkelgelede trams met chopperbesturing. Door de wafelijzerpolitiek waren dat veel meer trams dan noodzakelijk. Bovendien zijn de zware trams eigenlijk bedoeld voor gebruik in premetrotunnels (zoals in Charleroi). Het was mogelijk gekoppeld te rijden, maar van deze mogelijkheid werd zeer beperkt gebruikgemaakt.
Op 1 januari 1991 nam de De Lijn officieel de exploitatie over van de voormalige Nationale Maatschappij van Buurtspoorwegen. De vernieuwde baan en de nieuwe trams maakten het mogelijk om sneller en vaker te rijden. Samen met grote publiciteitscampagnes zorgde dat er voor dat de Kusttram weer populair werd, maar nu als moderne sneltram.
Tussen 2019 en 2023 werden grote delen van de Kusttramlijn vernieuwd. Daarvoor was ruim 80 miljoen euro beschikbaar.

## Dienstregeling
In de zomer rijden zes trams per uur per richting over het gehele traject. In het tussenseizoen en in de kerstvakantie rijdt de tram om de 15 minuten en in de rest van de winter om de 20 minuten. Voor 08.00 uur en na 20.00 uur rijden er ongeveer twee trams per uur, maar in de winter rijdt er op die tijden maar één tram per uur. In de piekuren kunnen er extra trams rijden tussen Oostende en Westende. 
In de nieuwjaarsnacht rijdt de Kusttram eenmaal per uur. Dat is de enige keer per jaar dat de tram de gehele nacht door rijdt.
De tram doet er ongeveer 2 uur en 25 minuten over om de volledige afstand af te leggen, afhankelijk van de drukte en het eventueel omrijden te Zeebrugge. De rit via de grote omleidingsbruggen is ongeveer een kilometer langer.

## Materieel

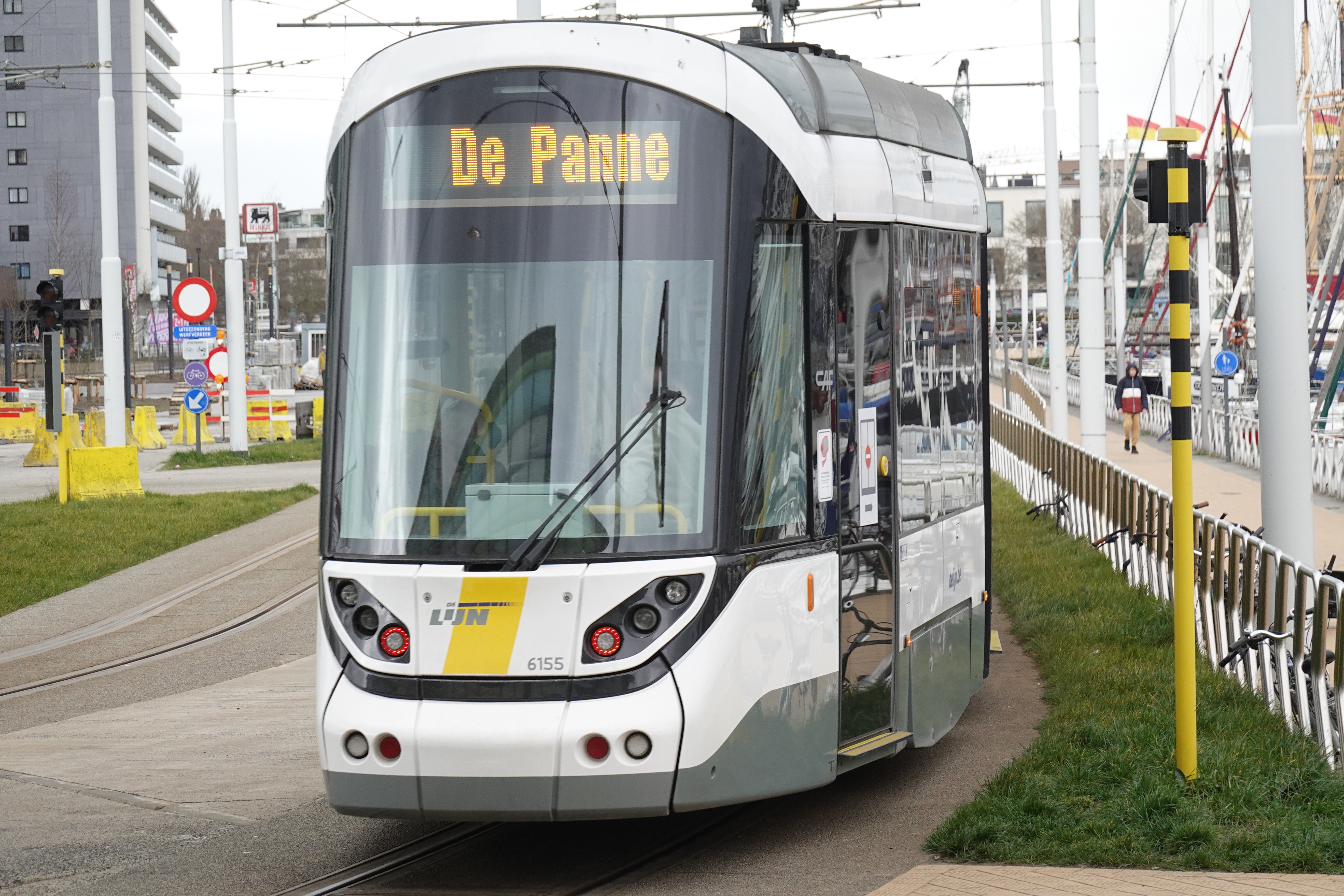
Achterkant van een Zeeliner in Oostende

Op de Kusttram rijden sinds 2021-2022 lagevloertrams van het type Urbos 100 die zijn geproduceerd bij CAF in Spanje. Deze vervingen de oudere BN-ACEC kusttramvoertuigen (Serie 6000). Het nieuwe tramtype kreeg de naam 'Zeelijner' (sealiner).  De nieuwe trams lijken sterk op de Amsterdamse serie 3001-3072, maar die zijn iets korter.

#### Jubilea
Bij het eeuwfeest van de NMVB in juni 1985 en bij het 125-jarig bestaan van de Kusttram in juni 2010 werd een grote tramparade gehouden tussen Westende en Oostende. Hierbij kwam veel historisch trammaterieel op de baan. In 2010 betrof het niet alleen materieel van de vroegere NMVB, maar ook uit Antwerpen, Gent en Den Haag (PCC 1006).

## Historische gebouwen

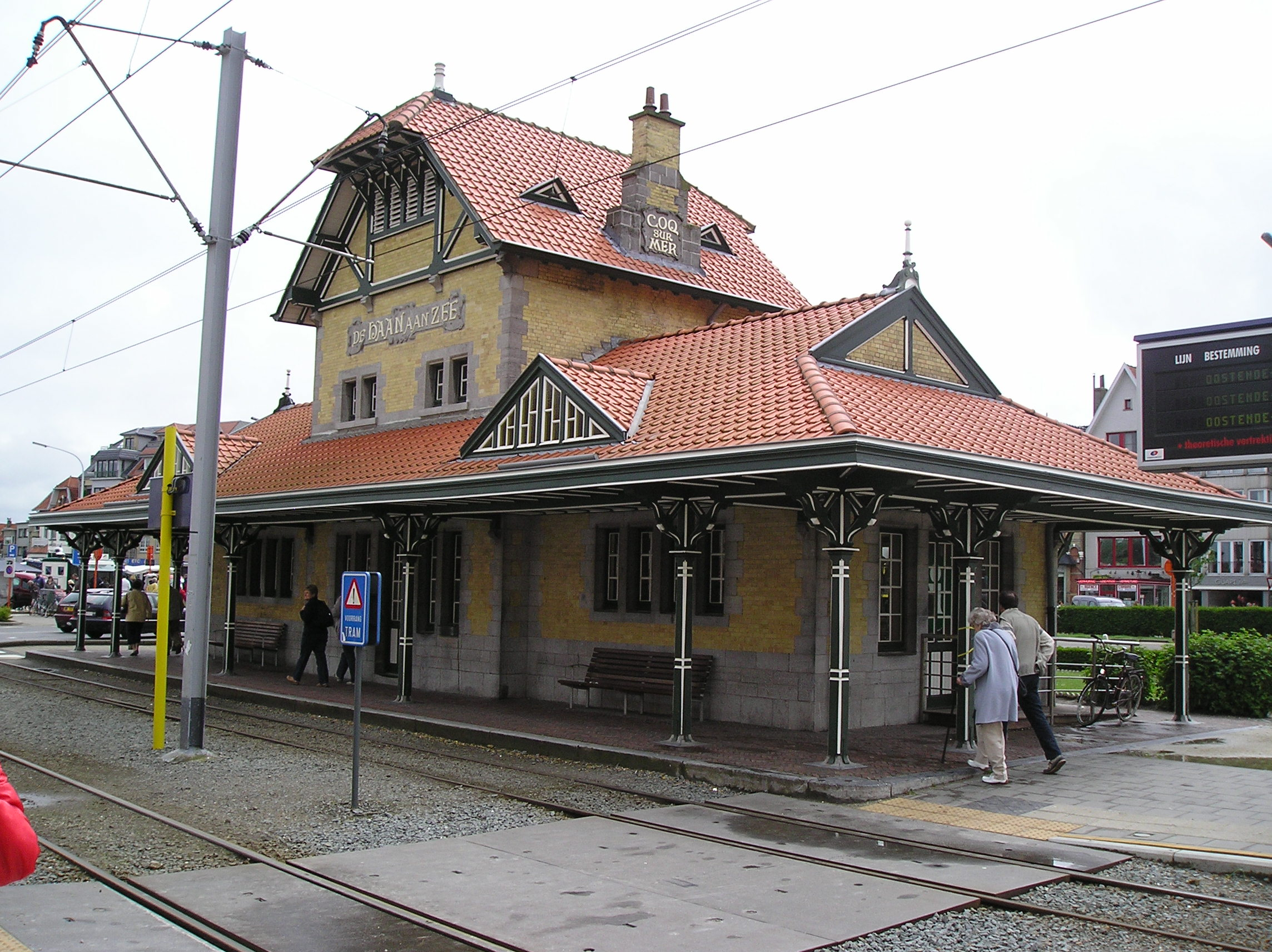
Het tramstation in De Haan.

Langsheen de route van de Kusttram staan verschillende historische gebouwen:
- De grote voertuigloods en het bureel te Knokke dateren van 1930.
- Kort voor de Visartsluis is er een historisch tractiestation met wachtruimte. Niet toegankelijk.
- Tramstation De Haan aan Zee is gebouwd in 1902.[14] Het is het enige nog bestaande tramstationsgebouw aan de kust en het enige waar nog een tram komt in België.
- Bij halte Bredene Renbaan staat een unieke stenen abri uit 1924.
- Te Oostende Marie-Joséplein staat een abri uit 1909. Dit type was eerder op veel plaatsen aanwezig.
- Na de halte Verhaeghelaan in Middelkerke staat er in de duinen een voormalig tractiegebouw uit 1924, tevens woning.
- Nabij de halte De Panne Esplanade is er een voertuigloods (stelplaats) uit 1924. De voertuigloods huisvest het trammuseum.
- Op de A. Ruzettelaan te Blankenberge staat ter hoogte van de pier een oud tractiestation, dat voor zover bekend nog in gebruik is.

### Voormalige gebouwen
- In 1953 kwam er een natuurstenen stationsgebouw aan de halte Heldenplein in Heist. Er zat een lijnwinkel in en de toeristische dienst. In 2008 werd de halte verplaatst en eind 2011 werd het oude tramstation afgebroken.[15][16]
- Het tramstation bij station Oostende werd in 1954 in gebruik genomen. Daarvoor was het bij het voormalige andere station, hoewel de sporen daar gewoon op straat lagen.[9] In 1989 werd het tweede "stationsgebouw" in gebruik genomen, dat voor het eerst deels ook boven de sporen was. Het deel boven de sporen was niet publiek toegankelijk. In 2019 is dit weer afgebroken en kwam er een derde gebouw in gebruik, samengevoegd met het treinstation.
- Bij halte Westende-Bad stond tussen de sporen een stationsgebouw uit de begintijd. Begin jaren 1970 moest het wijken voor wegverbreding.[14] Sindsdien is het stationsgebouw in De Haan het enige Belgische tramstation van vroeger dat er nog is én waar nog een tram stopt.

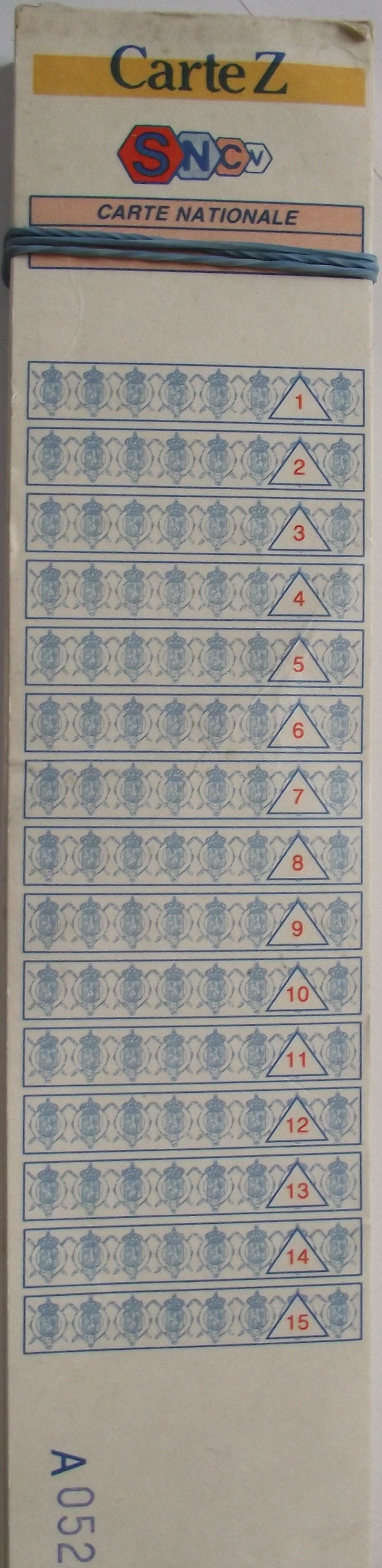
Z-kaart van de NMVB

- Na de ingebruikneming in 2019 van het nieuwe tramstation Oostende werd de stelplaats aldaar verlaten.

## Vervoerbewijzen
De vervoerbewijzen werden vroeger verkocht en gecontroleerd door een controleur die zich tussen de rijtuigen verplaatste door deuren tussen de rijtuigen te gebruiken. Bij de trams van het type S-Oostende was hiervoor aan de achterkant een deur aangebracht om zich naar de aanhangrijtuigen te kunnen begeven tijdens het rijden. Voor reizigers was het niet toegelaten deze deuren te gebruiken. Deze deuren waren met een sleutel alleen van de binnenkant te openen. In verband met de veiligheid kon deze van buiten wel zonder sleutel geopend worden. De conducteur hoefde maar één sleutelhandeling te doen bij de overstap tussen rijtuigen.
In de zomer waren er bij de meeste drukke haltes verkoopkantoren geopend om de conducteurs te ontlasten. In de winter waren er ook trams zonder conducteurs waardoor de reizigers zonder kaartje voorin moesten instappen om bij de bestuurder een kaartje te kopen. De abonnementhouders konden dan wel in de aanhangrijtuigen instappen. Het zonetarief werd op 1 september 1981 als proef ingevoerd aan de kustlijn. De nationale Z-Kaart (strippenkaart) van dit tariefsysteem konden de reizigers zelf afstempelen bij automaten in de trams en stations.
Inmiddels worden vervoerbewijzen bij de drukste haltes verkocht in zogeheten lijnwinkels, om de trambestuurder te ontlasten van de kaartverkoop. Als de lijnwinkel gesloten is kan een kaartje bij de bestuurder worden gekocht. Alleen in de zomer zijn alle lijnwinkels open. Contant betalen kon tot 1 juli 2020 alleen nog bij de trambestuurder. Er komen steeds meer kaartautomaten, waardoor het aantal Lijnwinkels afneemt.

## Reizigersaantallen
In 1987 was het aantal passagiers per jaar nog minder dan vier miljoen. Vanaf 2000 neemt het aantal passagiers steeds sneller toe. In juli en augustus 2002 maakten 3,2 miljoen reizigers gebruik van de Kusttram, een stijging van 14% ten opzichte van het voorgaande jaar. In 2008 maakten ruim 12 miljoen reizigers gebruik van de Kusttram. In juli 2016 werd een recordaantal reizigers in een maand vervoerd: 2.024.560. In juli 2015, de vorige recordmaand, was dit nog 1.976.695. In heel 2016 werden er 15 miljoen reizigers vervoerd. In 2017 waren dit er 16,5 miljoen.
De explosieve stijging was te danken aan het eenvoudiger en goedkoper maken van de tickets en abonnementen. Zo werden de zones afgeschaft. Een abonnement is sindsdien niet in één of meer zones geldig, maar in heel Vlaanderen. Tussen 2000 en 2015 was er gratis vervoer voor 65+'ers. Daarna werd dat vervangen door een goedkoop abonnement voor 65-plussers. De algemene tarieven gingen ook omhoog, vooral met een abonnement of meerdagenkaart. Het afschaffen van het gratis vervoer en de prijsverhogingen leidden niet tot een grote terugloop, maar eerder tot het tegenovergestelde, zoals de reizigersaantallen tonen. Op een zomerse dag zijn er 66.000 tot 88.000 reizigers, tegen 25.000 in de winter. In de zomervakantie van 2021 werden 4 miljoen 150.000 reizigers vervoerd.

## Nooit gerealiseerde plannen
In het verleden zijn er regelmatig plannen geopperd om de tramlijn vanaf Knokke door te trekken naar het Nederlandse Breskens of vanaf De Panne naar het Franse Duinkerke. Ook een verlenging van Knokke tot Westkapelle is onderzocht, maar als alternatief rijdt hier een frequente busverbinding.
In het Neptunusplan werden voorstellen gedaan voor binnenlandse spooraftakkingen of tramverlengingen van Zeebrugge naar Brugge, van Oostende naar Brugge, van Nieuwpoort naar Diksmuide en van Koksijde naar Veurne. Alleen de verbinding Koksijde – Veurne is verder onderzocht. Geen enkele van deze verbindingen is gerealiseerd.
Verder waren er nog ideeën om de Kusttram te vervangen door een monorail / luchtmetro, een ondergrondse tramlijn, of het vervangen van de elektrische bovenleiding door een stroomrail tussen de rails (zoals in diverse Franse steden).

## Veiligheid, toegankelijkheid en ongevallen

### Veiligheid
Over de gehele lengte van de tramlijn is geïnvesteerd in waarschuwingssystemen en hekken naast en tussen de sporen om het oversteken op onbeveiligde plaatsen te voorkomen. Ook zijn de trams uitgerust met een luide toeter, de bekende tweetonige "boerentram"-claxon. Daarnaast is er de luide standaardbel. Sommige overwegen hebben ook een bel, doch die is minder goed hoorbaar dan de klassieke bel van de NMBS-spoorwegovergangen. De trambestuurders worden getraind om te anticiperen op gevaarlijke situaties. Maar als bijvoorbeeld een auto plotseling afslaat, is door de lange remweg op tijd stoppen toch vaak onmogelijk. Vooral toeristen zijn vaak niet gewend aan trams, en niet iedereen weet dat trams in België altijd voorrang hebben, óók op het zebrapad. Iedere zomer is er een veiligheidsactie met slagzinnen zoals "Goed kijken, ik kan niet wijken!" en borden, spandoeken, en tot in 2021 was er een aflevering van verkeersprogramma "Kijk uit" op VRT-televisiezender Één geheel aan de Kusttram gewijd.
Er wordt meestal op zicht gereden, maar op diverse plaatsen zijn er seinlichten, vooral in Oostende en Zeebrugge. Dit zijn niet meer de NMVB-seinlichten (zie NMVB-seinstelsel), maar seinlichten die kenmerkend zijn voor de Kusttram. Bij spoorvernieuwing worden tijdelijke seinlichten gebruikt. In De Panne is het enkelspoor tussen de rotonde en de oude stelplaats niet beveiligd met seinlichten. 
Uniek is dat er bij alle overwegen die met oranje waarschuwingslichten zijn beveiligd rode controle-lichten zijn voor de trambestuurder. Als dat licht dooft dan zijn de oranje lichten ook uit. Bij calamiteiten geeft de dispatching in Oostende aan welke tram door mag gaan over enkelspoor. Dit is mogelijk omdat de Kusttrams voorzien zijn van gps. Het gps-systeem werkt samen met het KAR-systeem, dat moet zorgen voor altijd groen licht voor de tram. De dispatching kan ook direct iets omroepen in alle trams, buiten de trambestuurder om. 
Voorbeelden van nog meer specifieke Kusttram-seinlichten: bij wissels staan lichten met grote groene pijlen; bij de meeste overloopsporen staan echter geen lichten. Bij Station Oostende zijn er lichten die de bestemming aangeven. Bij onderstations zijn er kleine lichtjes met drie kleuren die de stroomvoorziening aangeven. Bij kruisingen met verkeerslichten zijn er inmiddels wel overal dezelfde witte lichten voor de tram als in Antwerpen en Gent. Bij de sluisbruggen te Oostende staan unieke led-lichten die een groene of rode brug tonen, en daarmee welke sluisbrug bereden mag worden.

#### Calamiteiten en problemen
Bij calamiteiten kunnen Kusttrams tegen de rijrichting in rijden. Daarnaast zijn en waren er plaatsen waar het regelmatig voorkomt / kwam dat de tram op de weg tegen de richting in kan rijden. Het komt het meest voor in Zeebrugge op het omleidingsspoor op de enkelsporige brug bij halte Vaart. Richting Knokke rijdt de tram dan in de tegenrichting. Dit zorgt ondanks verkeerslichten soms voor chaos bij het tegemoetkomende (vracht)verkeer, dat dan moeizaam achteruit moet. Er zijn naast het treinspoor twee rijbanen, waarvan één met tramrails. Maar vroeger was er maar één rijbaan voor alle verkeer, omdat er toen twee treinsporen waren. Die brug wordt weinig gebruikt omdat er weinig scheepvaart is. 
Op deze plaats komt een nieuwe grote zeesluis. Bij de grote zeesluis twee haltes verderop kan er in de tegenrichting gereden worden als een van de enorme sluisbruggen niet bruikbaar is. De omleidingssporen hier worden dagelijks gebruikt, want hier is veel scheepvaart, en een brugopening duurt circa 30 minuten. In Oostende kwam 'spookrijden' tot in 2000 voor in de keerlus via de Karel Janssenslaan en de IJzerstraat, in het centrum, net zoals bij de oude keerlus door de smalle straatjes bij het station (Oesterbankstraat – Fregatstraat – Lijndraaiersstraat). Deze laatste is opgeheven in 2019. In de laatste twee straten liggen nog rails (2022). Maar in de Sportstraat en op de Nieuwpoortsesteenweg is 'spookrijden' nog wel mogelijk. Daar rijden echter geen trams met passagiers.
Tot na 2000 werd bij tijdelijk enkelspoor rijden de loodsstok gebruikt, die de trambestuurders aan elkaar overhandigden. Er waren een rode en een blauwe.
Vooral het deel tussen Oostende en Middelkerke heeft last van opwaaiend zand. Daarom heeft De Lijn daar onder andere speciale zandzuiger(s) voor. Eind 2019 ontving De Lijn nog een nieuw en krachtiger exemplaar. Desondanks loopt er nog weleens een tram vast in het zand. Bij storm valt er soms niet tegenop te zuigen / scheppen. Soms blijven de trams dan op één spoor rijden, maar bij hevige storm rijden er geen trams tussen Oostende en Westende. De kustweg is dan afgesloten, dus ook de vervangende bussen komen daar niet. Vanwege het opwaaiende zand werd tussen 2020 en 2023 de baan op dit deel vervangen door een baan in beton.

#### Contact met treinverkeer

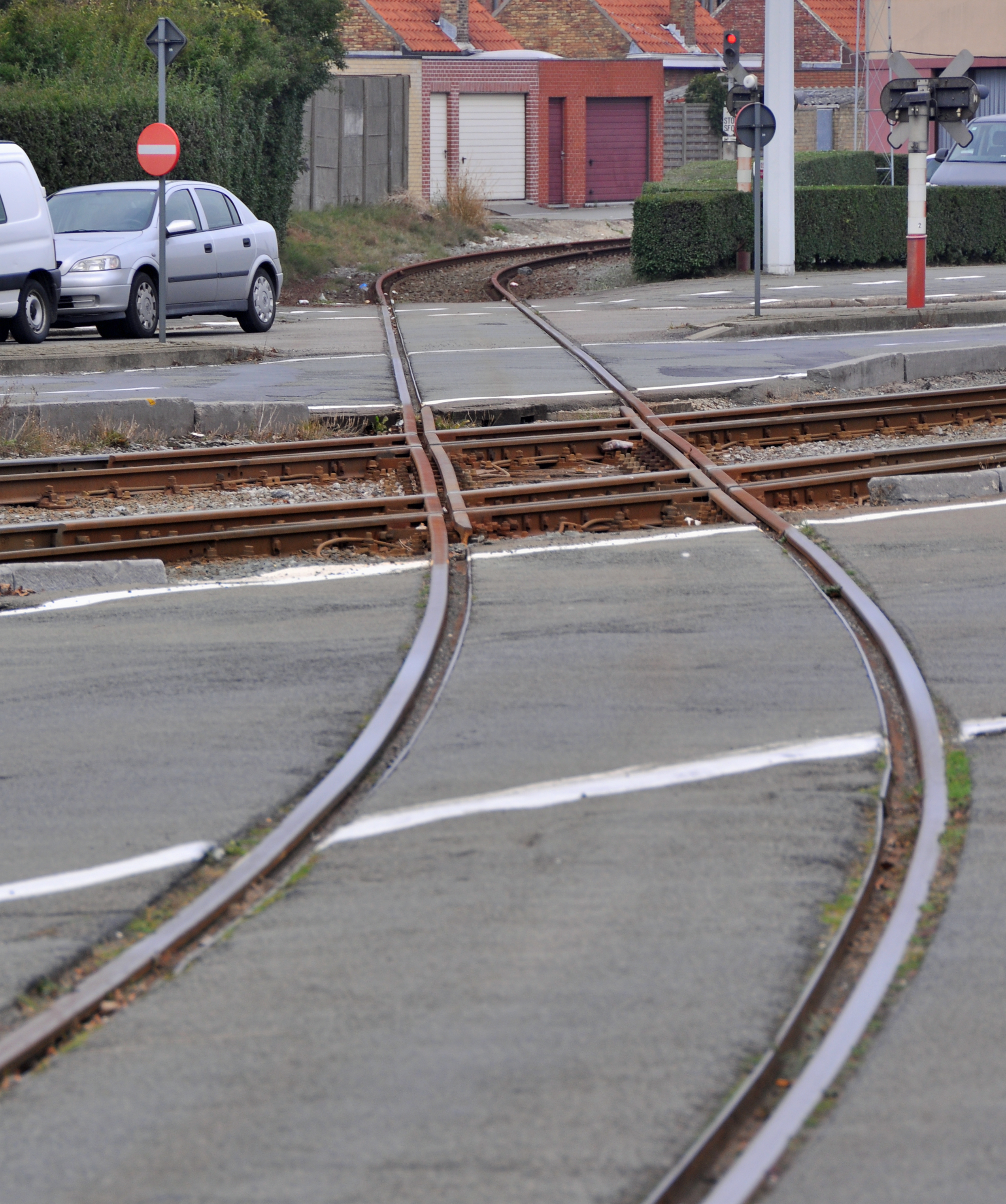
De kruising van spoorlijn 202 met de N34a en het dubbele spoor van de Kusttram in Zeebrugge in 2011. De trein kon toen nog op de sporen rijden.

De Kusttram heeft lange tijd in rechtstreeks contact gestaan met het treinverkeer. Er waren gelijkvloerse kruisingen met treinsporen te Nieuwpoort (tot 1966), Oostende (in de haven, tot 1992) en Zeebrugge (tot ± 2017). In Nieuwpoort was er eerst een treinstation ter hoogte van de huidige Astridlaan. Een havenspoor liep door de spoordriehoek van de stoomtram. De stoomtram reed vanaf 1889 met behulp van een derde rail in het treinspoor naar Nieuwpoort-Bad.
Na de Eerste Wereldoorlog was Nieuwpoort-Stad geheel verwoest en werden de spoorlijn en het station verderop opnieuw opgebouwd. Sindsdien was er een tram- en treinkruispunt bij de halte Cardijnlaan. De spoorlijn sloot in 1952 voor reizigersverkeer en helemaal in 1974 en is sindsdien grotendeels fietspad. Er waren ooit plannen voor een museumtramlijn, en daarom zijn er nu langs het traject nog tramstootblokken. In Zeebrugge was er een kruising met spoorlijn 202, maar de treinsporen in de trambaan zijn sinds 2018 verwijderd.
Op de kaai nabij de vismijn te Nieuwpoort-Stad waren er goederensporen voor tram en trein, net zoals in de haven van Oostende. Bij station Blankenberge was er tot 1977 een spoor naar de stelplaats en het goederenstation. Tussen Blankenberge en Zeebrugge reed de tram vroeger met behulp van een derde rail die tussen de treinrails lag. Rond 1980 kwam er een grote zeesluis in Zeebrugge met omleidingssporen. Voorheen was er wel een dam, en daarop reden tram en trein "samen" op één spoor (smalspoor in normaalspoor).
In 1982 noemde de NMVB de kustlijn nog "spoorlijn". Daarom waren er ook overwegen met treinlichten. In 1998 begon de vervanging door verkeerslichten, in 2021 werd dat voltooid.

### Toegankelijkheid
De Kusttram wordt steeds beter toegankelijk voor personen met een beperking. Steeds meer haltes worden rolstoeltoegankelijk gemaakt en alle trams van de serie 6000-6049 hadden minstens één lage in-/uitstap met een uitklapbare rijplank. Zo kwamen er in 2018 nog acht toegankelijke haltes bij. In 2018 waren van de 134 individuele haltes 101 (ofwel 75,4%) toegankelijk voor mensen met een lichamelijke beperking. Voor personen met een visuele beperking waren er 96 van de haltes toegankelijk (ofwel 71,6%). De nieuwe trams zijn dankzij de lage vloer helemaal toegankelijk.

### Incidenten en ongevallen
Door de lange remweg van de zware trams van de serie 6000 en 6100 (circa 142 meter bij een snelheid van 75 kilometer per uur) was het aantal (dodelijke) ongelukken relatief groot, ondanks de drie krachtige remsystemen. Door vele maatregelen, onder andere meer waarschuwingslichten, het opheffen van veel kruisingen en het verwijderen van de koppeling voorop de trams, is het aantal ongevallen sterk gedaald.
- In 1997 waren er 166 Kusttram-incidenten, terwijl er in heel West-Vlaanderen 6.700 ongevallen waren. Volgens Hugo van Wesemael, toenmalig directeur-generaal van De Lijn, kon er daarom gesteld worden dat de Kusttram nog steeds het meest veilige vervoermiddel was aan de kust.[46]
- Anno 2011 was in 81% van de gevallen een andere weggebruiker de veroorzaker van het tramongeval.[47] Onoplettende toeristen vormen een groot gevaar. Daarom is/was er ieder jaar een veiligheidscampagne en zijn er ieder jaar afleveringen van het wekelijkse VRT-programma "Kijk uit" die geheel aan de Kusttram zijn gewijd.[48] Voor de reiziger werd het later weer veiliger: eerst ging de maximumsnelheid voor auto's omlaag, later werden de perrons heraangelegd of verbreed, en de wegen daarom versmald.
- Een ernstig ongeval gebeurde in winter 2011. Een nachtelijke "ontijzelingstram" (om de bovenleiding ijsvrij te houden) zonder passagiers ontspoorde met hoge snelheid in de bocht bij Nieuwpoort-Bad, omdat de trambestuurder in slaap was gevallen. De complete tram was van de rails geraakt en de wagenbak was losgekomen. Er vielen geen gewonden. Er waren vier grote hijskranen nodig om de tram op een vrachtwagen te laden. Het kruispunt was vele uren afgesloten en er konden ook geen trams of bussen rijden.[49]

### De terminus Oostende Marie-Joséplein
In 1909 werd de keerlus via de Karel Jansenslaan en Berlijnstraat (nu IJzerstraat) aangelegd, en het huidige wachthuisje op het Marie-Joséplein gebouwd. Gedurende het zomerseizoen keerden de trams Blankenberge – Bredene Bad – Oostende via deze keerlus; buiten het seizoen keerden hier de trams vanaf de vismijn. Vanaf 1911 kwamen de trams van lijn 1 doorstreept via Bredene-Dorp daar nog bij. De passagiers stapten uit ter hoogte van de Leopoldlaan. De lege tram keerde daarna via de latere IJzerstraat en wachtte daar indien nodig. Het spoor lag links in de Karel Jansenslaan en IJzerstraat; de trams reden tegen het verkeer in. Instappen geschiedde op het Marie-Joséplein.
De dienstregeling van 1931 laat 28 ritten zien die hier aankomen en vertrekken van/naar Knokke. In 1936 is die situatie ongeveer hetzelfde. In 1981 zijn er nog maar acht ritten tot het Marie-Joséplein, en drie vanaf daar. Daarna werd het nog minder; via vijf ritten vanaf Oostende en twee ritten tot Oostende, tot er in 1999 alleen nog twee ritten vanaf Oostende waren. In 2000 werd de keerlus helemaal afgeschaft en in 2010 verdwenen de laatste rails van de keerlus.

## Galerij

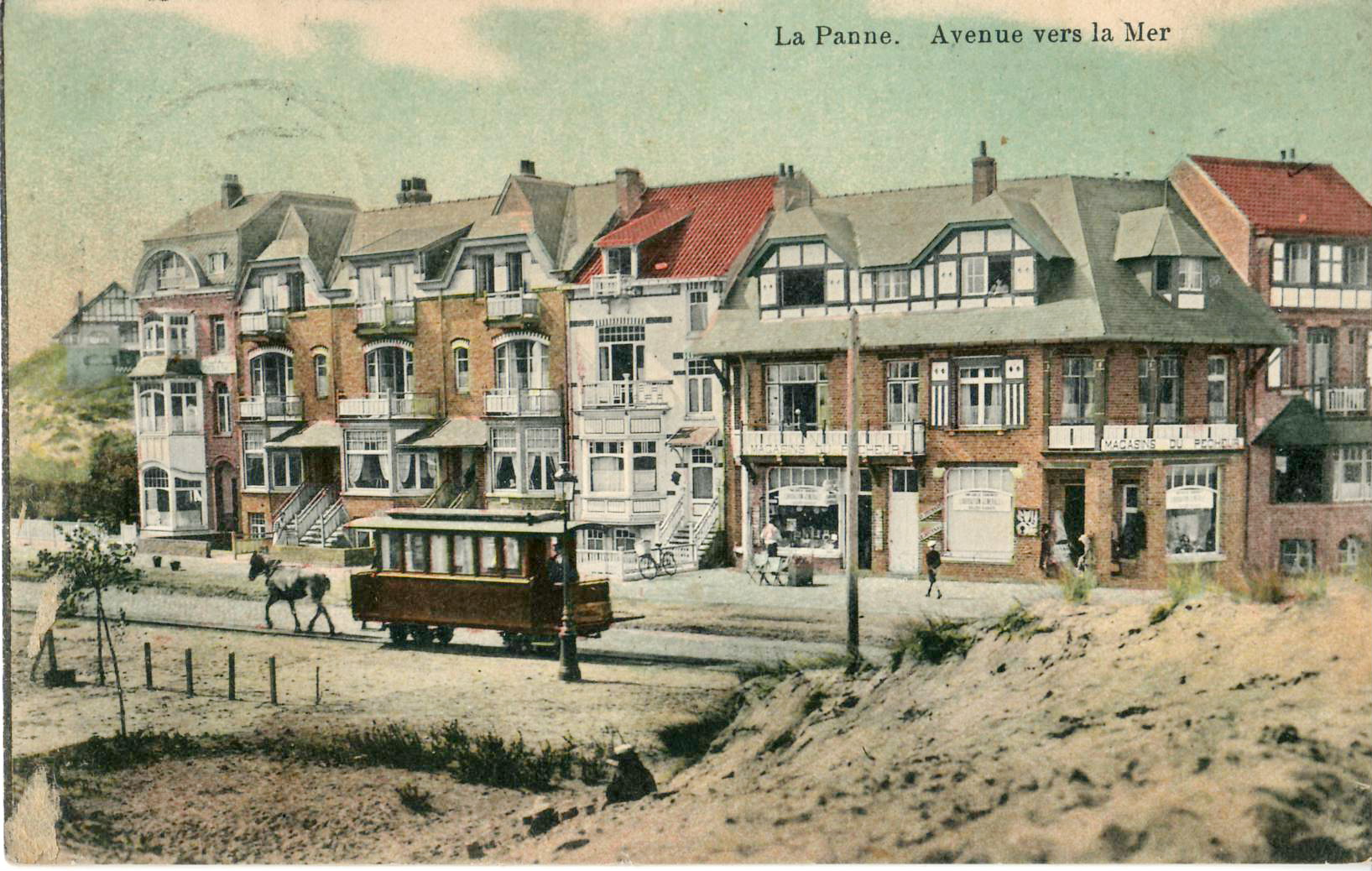
Oude paardentram in De Panne.
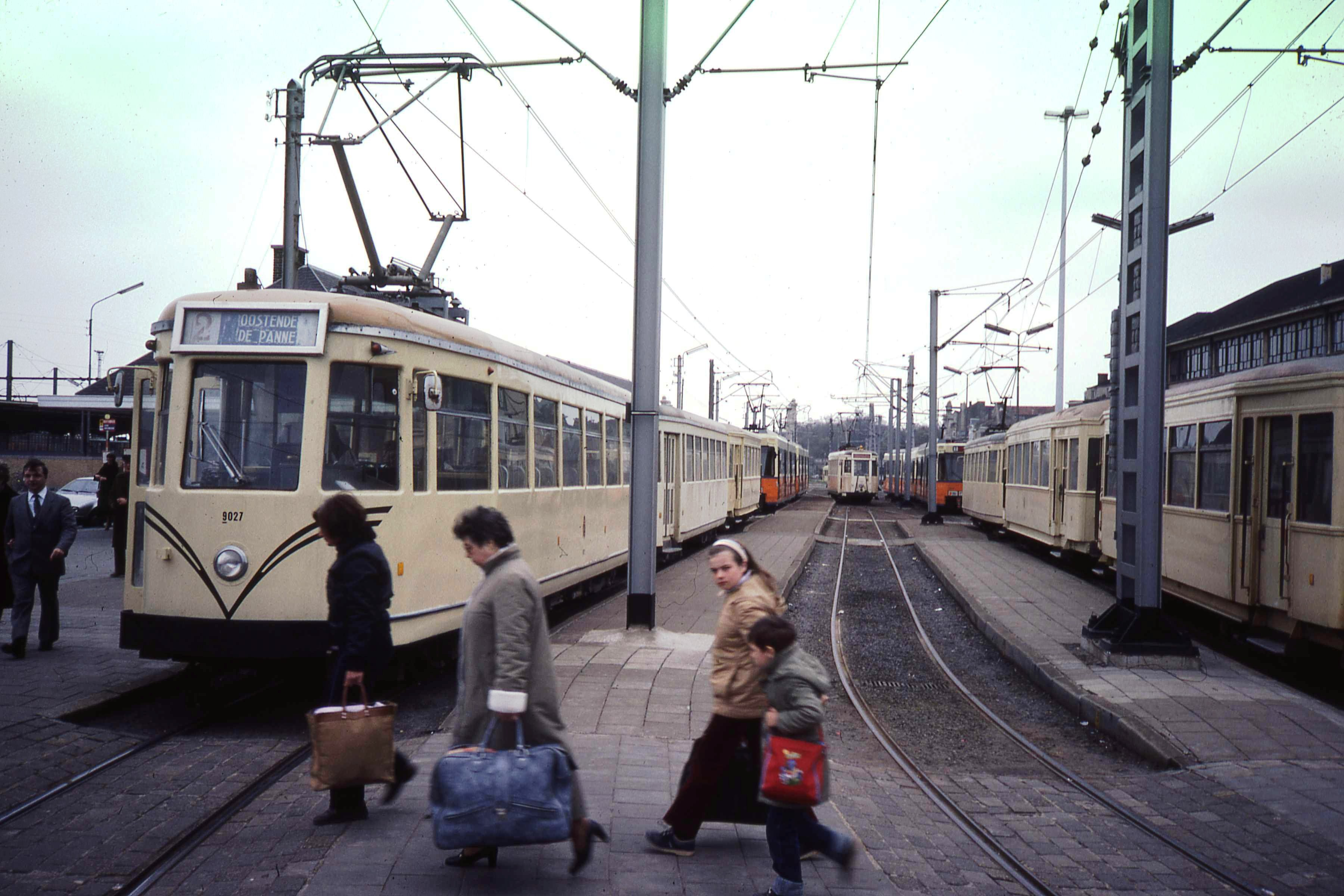
Oude NMVB-trams (Type S-Oostende) met twee aanhangrijtuigen in Oostende; 1982. Een van de laatste jaren dat dit type in dienst was.
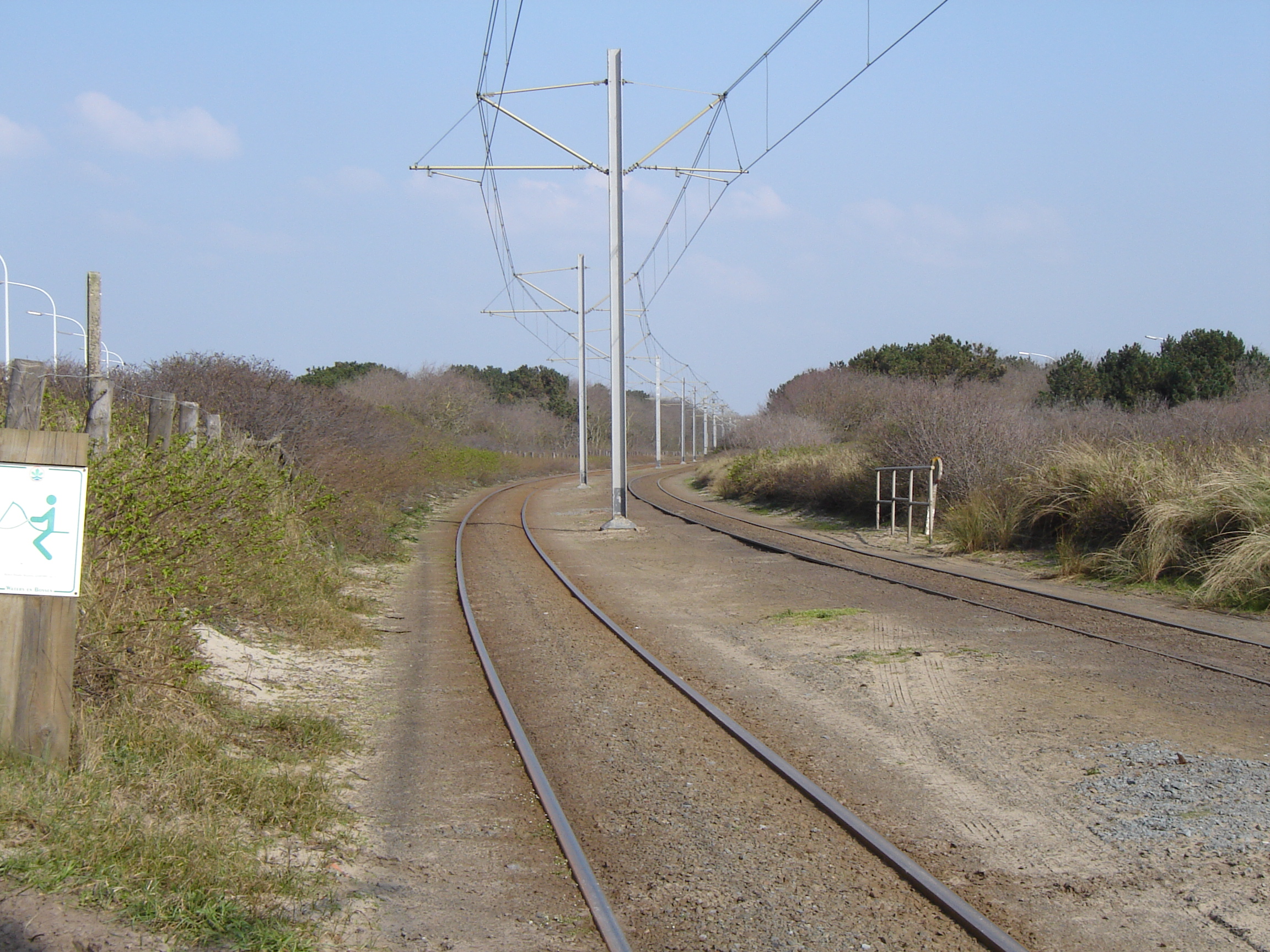
Spoorbedding langs duinlandschap, bij de keerlus Zwarte kiezel in De Haan.
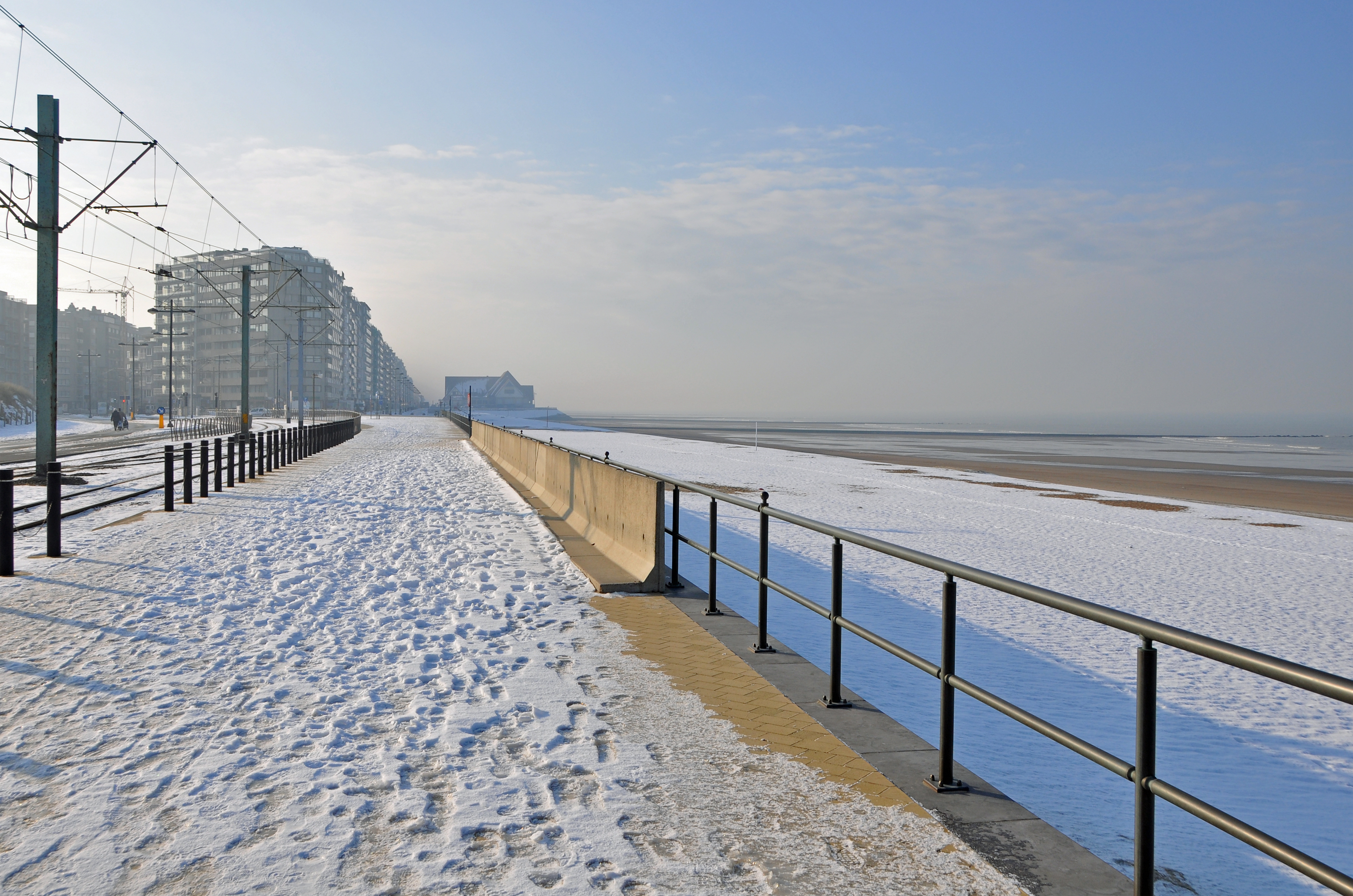
Zeedijk in Middelkerke met de tramsporen in de winter.
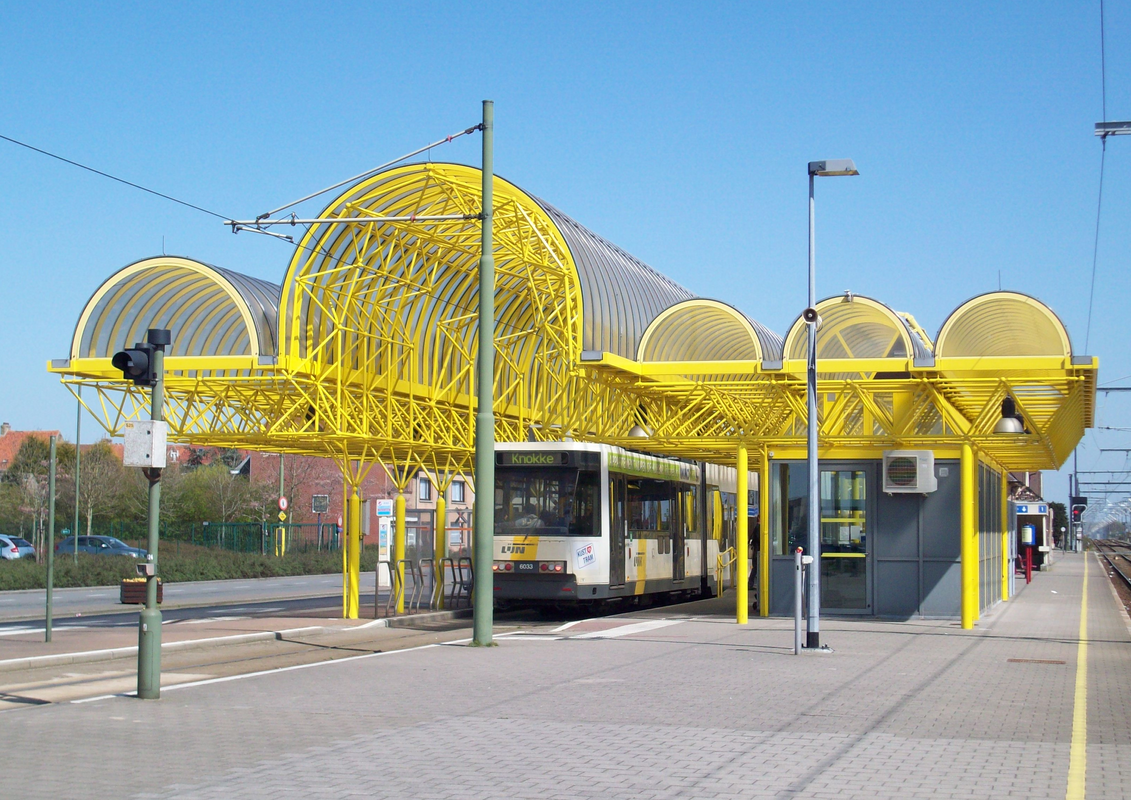
Het tramstation van Station De Panne.
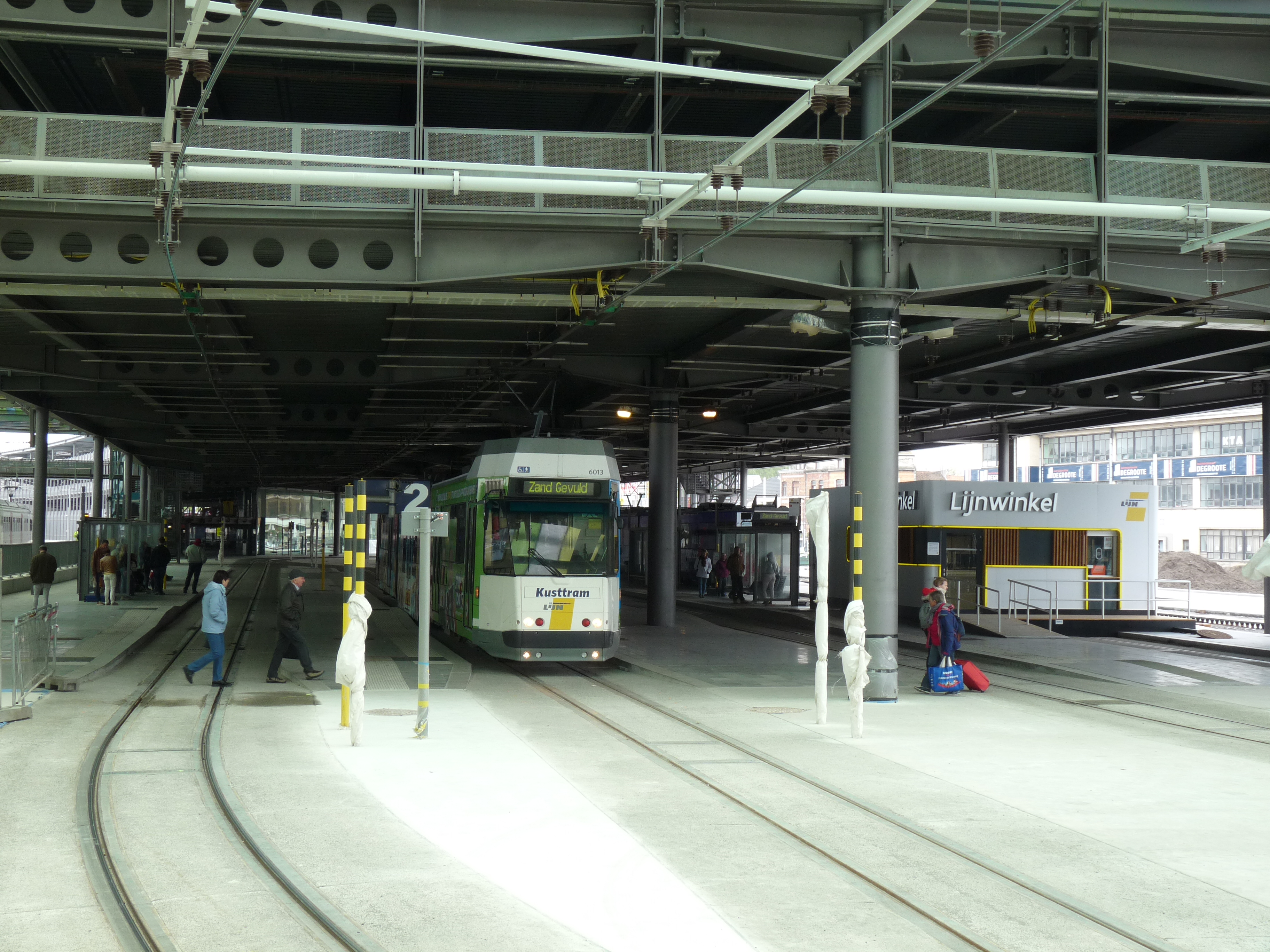
Kusttram onder het nieuw tramstation van Oostende, geïntegreerd met het spoorstation en voorzien van keerlussen voor beide richtingen.